# Salvatore Buscema
Salvatore Buscema (Donnalucata, 1º giugno 1924 – Roma, 13 febbraio 2014) è stato un magistrato italiano, presidente onorario della Corte dei conti.

## Biografia
Nato a Donnalucata, una frazione del comune di Scicli in provincia di Ragusa, è stato uno dei primi docenti universitari di contabilità pubblica in Italia. Ha ricoperto l'incarico di docente universitario e pubblicato numerosi contributi in materia di finanza pubblica.

## Opere
- Il bilancio, Milano, Giuffré editore, 1971.
- I contratti della pubblica amministrazione, Padova, Cedam, 1987.
- I servizi economali pubblici. Origini, evoluzione, strumenti di gestione e di garanzia, Maggioli Editore, 2002. ISBN 978-88-387-2313-1.
- La privatizzazione delle strutture pubbliche, Maggioli Editore, 2004. isbn 978-8838727337.
- Contabilità dello Stato e degli enti pubblici, Milano, Giuffré editore, 2005. ISBN 978-88-14-11469-4.